# Mnemosyne punctipennis
Mnemosyne punctipennis är en insektsart som först beskrevs av William Lucas Distant 1906.  Mnemosyne punctipennis ingår i släktet Mnemosyne och familjen kilstritar. Inga underarter finns listade i Catalogue of Life.